# Lijst van grote Tunesische steden

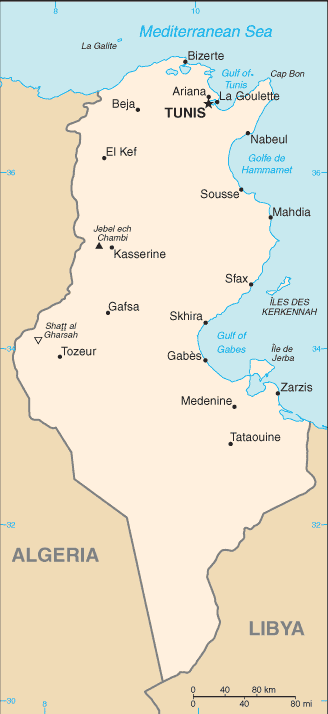
Kaart van Tunesië

Hieronder een lijst van grote Tunesische steden gesorteerd op inwoneraantal bij de census van 2014.
| #  | Stad       | Bevolking | Gouvernement |
| -- | ---------- | --------- | ------------ |
| 1  | Tunis      | 1.056.247 | Tunis        |
| 2  | Sfax       | 330.440   | Sfax         |
| 3  | Sousse     | 271.428   | Sousse       |
| 4  | Ettadhamen | 196.298   | Ariana       |
| 5  | Kairouan   | 186.653   | Kairouan     |
| 6  | Gabès      | 152.921   | Gabès        |
| 7  | Bizerte    | 142.966   | Bizerte      |
| 8  | Ariana     | 114.486   | Ariana       |
| 9  | Gafsa      | 111.170   | Gafsa        |
| 10 | El Mourouj | 104.538   | Ben Arous    |